# Muniz M-7
O Muniz M-7 foi a primeira aeronave produzida em série no Brasil. É um avião biplano para dois tripulantes, destinado ao treinamento primário de pilotos. Projetada pelo Major do Exército Brasileiro Antônio Guedes Muniz, seu primeiro voo ocorreu em 17 de Outubro de 1935.
Por iniciativa do industrial Henrique Lage, sua fabricação seriada foi feita pela Fábrica Brasileira de Aviões, Rio de Janeiro, atingindo o total de 28 unidades entre 1937 e 1941. A Escola de Aviação Militar utilizou 11 aeronaves, sendo as demais destinadas a aeroclubes. 

## Especificações (M-7)

### Características gerais
- Tripulação: 2 (piloto e instrutor)
- Comprimento: 7,24 metros
- Envergadura: 9,00 metros
- Altura: 2,85 metros
- Área de asa: 20,10 m²
- Peso vazio: 560 kg
- Peso carregado: 860 kg
- Motorização: 1 × motor a pistão de Havilland Gipsy Major de 130 hp, 4 cilindros em linha, invertido, refrigerado a ar

### Atuação
- Velocidade máxima: 190 km/h
- Velocidade de cruzeiro: 150 km/h
- Alcance operacional: 450 km
- Teto de serviço: 5,200 metros
- Taxa de subida: 3,2 m/s